# Servicio Navarro de Salud-Osasunbidea
El Servicio Navarro de Salud-Osasunbidea (SNS-O), o simplemente Osasunbidea, se configura como un organismo autónomo que asume la responsabilidad de gestionar los servicios sanitarios públicos de Navarra. Actuará bajo las directrices y objetivos estratégicos del Departamento de Salud, al que se halla adscrito, y ha de rendir cuentas de sus resultados en términos de eficiencia, efectividad, seguridad y satisfacción de los ciudadanos y pacientes.

## Funciones
Algunas de sus funciones, según recoge el Decreto Foral 171/2015, son las siguientes:

a) Promoción, educación para la salud y fomento del autocuidado.

b) Prevención, detección precoz y protección a grupos específicos frente a factores de riesgo, así como los dirigidos a la prevención de las deficiencias congénitas.
c) Asistencia Sanitaria en sus diversas modalidades, especialidades y niveles asistenciales.
d) Rehabilitación y reinserción.
e) Planificación, orientación familiar y educación sexual.
f) Prestación de asistencia farmacéutica.
g) Gestión de las prestaciones complementarias.
h) Formación, perfeccionamiento y actualización del personal de los servicios sanitarios y administrativos.
i) Desarrollo de programas de investigación sanitaria.
j) Información y estadística sanitaria.

k) Cualquier otra actividad relacionada con el mantenimiento y mejora de la salud.

## Equipo Directivo
El equipo directivo del Departamento de Salud del Gobierno de Navarra, al cual pertenece este organismo, está conformado de la siguiente manera:
- Consejera: Santos Induráin Orduna.
- Director general de Salud: Carlos Artundo Purroy.
- Director gerente del Servicio Navarro de Salud - Osasunbidea: José Ramón Mora Martínez.

## Organización
El SNS-O se organiza mediante 57 Zonas Básicas de Salud agrupadas en tres Áreas de Salud: Pamplona, Tudela y Estella.

### Área de Salud de Pamplona
El área de salud de Pamplona está compuesto por el Complejo Hospitalario de Navarra, 7 centros de Atención a la Mujer (+4 subunidades), 9 centros de Salud Mental e incluye 41 Zonas Básicas de Salud.

### Área de Salud de Tudela
El área de salud de Tudela está compuesto por el Hospital Reina Sofia, 1 centro de Atención a la Mujer, 1 centro de Salud Mental y lo componen 7 Zonas Básicas de Salud.

### Área de Salud de Estella
El área de salud de Estella lo componen el Hospital Garcia Orcoyen, 1 centro de Atención a la Mujer (+2 subunidades), 1 centro de Salud Mental y 7 Zonas Básicas de Salud.

## Principales centros sanitarios
Área de salud de Pamplona
- Hospital de Navarra (CHN-A) (Pamplona)
- Hospital Virgen del Camino (CHN-B) (Pamplona)
- Clínica Ubarmin (CHN-C) (Elkano)
- Centro San Francisco Javier (Pamplona)
- Centro de Urgencias Dr. San Martín (Pamplona)
- Centro de Urgencias de Buztintxuri (Pamplona)
- Centro de Urgencias de Tafalla

Área de Salud de Tudela:
- Hospital Reina Sofía (Tudela)
- Centro de Urgencias de Tudela

Área de Salud de Estella:
- Hospital García Orcoyen (Estella)
- Centro de Urgencias de Estella